# Italia ai III Giochi paralimpici estivi
L'Italia partecipò ai III Giochi paralimpici estivi di Tel Aviv (Israele) dal 4 al 13 novembre 1968. Gli azzurri si aggiudicarono complessivamente 39 medaglie: 12 ori, 10 argenti e 17 bronzi.

## Medaglie

### Medagliere per discipline
| Discipline       | Oro | Argento | Bronzo | Totale |
| ---------------- | --- | ------- | ------ | ------ |
| Atletica leggera | 5   | 4       | 5      | 14     |
| Scherma          | 4   | 5       | 2      | 11     |
| Nuoto            | 3   | 1       | 0      | 4      |
| Tennistavolo     | 0   | 0       | 6      | 6      |
| Biliardo         | 0   | 0       | 1      | 1      |
| Bocce            | 0   | 0       | 1      | 1      |
| Tiro con l'arco  | 0   | 0       | 1      | 1      |
| Tiro del dardo   | 0   | 0       | 1      | 1      |
| Totale           | 12  | 10      | 17     | 39     |

### Medaglie d'oro
| Medaglia | Nome                                                                         | Disciplina       | Evento                                 |
| -------- | ---------------------------------------------------------------------------- | ---------------- | -------------------------------------- |
| Oro      | Giovanni Benincasa                                                           | Atletica leggera | Getto del peso maschile - classe C     |
| Oro      | Roberto Marson                                                               | Atletica leggera | Lancio della clava maschile - classe D |
| Oro      | Roberto Marson                                                               | Atletica leggera | Disco maschile - classe D              |
| Oro      | Roberto Marson                                                               | Atletica leggera | Giavellotto maschile - classe D        |
| Oro      | Irene Monaco                                                                 | Atletica leggera | Disco femminile - classe D             |
| Oro      | Roberto Marson                                                               | Scherma          | Spada individuale maschile             |
| Oro      | Roberto Marson                                                               | Scherma          | Fioretto individuale maschile          |
| Oro      | Roberto Marson                                                               | Nuoto            | 50 m dorso maschili - classe 5         |
| Oro      | Roberto Marson                                                               | Nuoto            | 50 m rana maschili - classe 5          |
| Oro      | Roberto Marson                                                               | Nuoto            | 50 m stile libero maschili - classe 5  |
| Oro      | Giovanni Ferraris Vittorio Loi Roberto Marson Franco Rossi Germano Zanarotto | Scherma          | Fioretto a squadre maschile            |
| Oro      | Roberto Marson                                                               | Scherma          | Sciabola individuale maschile          |

### Medaglie d'argento
| Medaglia | Nome                                               | Disciplina       | Evento                                 |
| -------- | -------------------------------------------------- | ---------------- | -------------------------------------- |
| Argento  | Silvana Martino                                    | Atletica leggera | Giavellotto di precisione femminile    |
| Argento  | Elena Monaco                                       | Atletica leggera | Pentathlon femminile completo          |
| Argento  | Francesco Deiana                                   | Nuoto            | 25 m rana classe 2 completa            |
| Argento  | Elena Monaco                                       | Scherma          | Fioretto individuale femminile         |
| Argento  | Germano Pecchenino                                 | Atletica leggera | Lancio della clava maschile - classe C |
| Argento  | Germano Pecchenino                                 | Atletica leggera | Giavellotto maschile - classe C        |
| Argento  | Vittorio Loi                                       | Scherma          | Spada individuale maschile             |
| Argento  | Vittorio Loi                                       | Scherma          | Fioretto individuale maschile          |
| Argento  | Roberto Marson Franco Rossi Vittorio Loi           | Scherma          | Spada a squadre maschile               |
| Argento  | Giovanni Ferraris Roberto Marson Germano Zanarotto | Scherma          | Sciabola a squadre maschile            |

### Medaglie di bronzo
| Medaglia | Nome                                       | Disciplina       | Evento                                  |
| -------- | ------------------------------------------ | ---------------- | --------------------------------------- |
| Bronzo   | Giuliano Koten                             | Tiro con l'arco  | Columbia individuale maschile           |
| Bronzo   | Giuliano Koten                             | Scherma          | Fioretto individuale maschile           |
| Bronzo   | Antonio Arizzi                             | Atletica leggera | Lancio della clava maschile - classe A  |
| Bronzo   | Antonio Arizzi                             | Atletica leggera | Disco maschile - classe A               |
| Bronzo   | Roberto Marson                             | Atletica leggera | Getto del peso maschile - classe D      |
| Bronzo   | Emilio Porto                               | Atletica leggera | Lancio della clava maschile - classe C  |
| Bronzo   | Francesco Deiana Raimondo Longhi           | Tiro del dardo   | A coppie misto                          |
| Bronzo   | Raimondo Longhi Gambatesa                  | Bocce            | A coppie maschile                       |
| Bronzo   | Aroldo Ruschioni                           | Biliardo         | Individuale maschile                    |
| Bronzo   | Aroldo Ruschioni Giovanni Berghella        | Tennistavolo     | Doppio maschile - classe C              |
| Bronzo   | Giovanni Berghella                         | Tennistavolo     | Singolare maschile - classe C           |
| Bronzo   | Giovanni Ferraris Federico Zarilli         | Tennistavolo     | Doppio maschile - classe B              |
| Bronzo   | Rosaria La Corte Irene Monaco              | Tennistavolo     | Doppio femminile - classe C             |
| Bronzo   | Elena Monaco Gabriella Monaco              | Tennistavolo     | Doppio femminile - classe B             |
| Bronzo   | Elena Monaco Gabriella Monaco Irene Monaco | Scherma          | Fioretto a squadre femminile            |
| Bronzo   | Giovanni Ferraris                          | Tennistavolo     | Singolare maschile - classe B           |
| Bronzo   | Gabriella Monaco                           | Atletica leggera | Lancio della clava femminile - classe B |

### Plurimedagliati
| Nome               | Disciplina                            | Oro | Argento | Bronzo | Totale |
| ------------------ | ------------------------------------- | --- | ------- | ------ | ------ |
| Roberto Marson     | Atletica leggera Nuoto Scherma        | 10  | 2       | 1      | 13     |
| Vittorio Loi       | Scherma                               | 1   | 3       | 0      | 4      |
| Giovanni Ferraris  | Scherma Tennistavolo                  | 1   | 1       | 2      | 4      |
| Franco Rossi       | Scherma                               | 1   | 1       | 0      | 2      |
| Germano Zanarotto  | Scherma                               | 1   | 1       | 0      | 2      |
| Irene Monaco       | Atletica leggera Scherma Tennistavolo | 1   | 0       | 2      | 3      |
| Elena Monaco       | Atletica leggera Scherma Tennistavolo | 0   | 2       | 2      | 4      |
| Germano Pecchenino | Atletica leggera                      | 0   | 2       | 0      | 2      |
| Francesco Deiana   | Nuoto Tiro del dardo                  | 0   | 1       | 1      | 2      |
| Gabriella Monaco   | Atletica leggera Scherma Tennistavolo | 0   | 0       | 3      | 3      |
| Antonio Arizzi     | Atletica leggera                      | 0   | 0       | 2      | 2      |
| Giovanni Berghella | Tennistavolo                          | 0   | 0       | 2      | 2      |
| Giuliano Koten     | Scherma Tiro con l'arco               | 0   | 0       | 2      | 2      |
| Raimondo Longhi    | Bocce Tiro del dardo                  | 0   | 0       | 2      | 2      |
| Aroldo Ruschioni   | Biliardo Tennistavolo                 | 0   | 0       | 2      | 2      |